# Bolvașnița
Bolvașnița é uma comuna romena localizada no distrito de Caraș-Severin, na região de Banato. A comuna possui uma área de 89.26 km² e sua população era de 1490 habitantes segundo o censo de 2007.